# Hypothèse de la cause circadienne
 (mai 2022).
La mise en forme du texte ne suit pas les recommandations de Wikipédia : il faut le « wikifier ».
Les points d'amélioration suivants sont les cas les plus fréquents. Le détail des points à revoir est peut-être précisé sur la page de discussion.
- Les titres sont pré-formatés par le logiciel. Ils ne sont ni en capitales, ni en gras.
- Le texte ne doit pas être écrit en capitales (les noms de famille non plus), ni en gras, ni en italique, ni en « petit »…
- Le gras n'est utilisé que pour surligner le titre de l'article dans l'introduction, une seule fois.
- L'italique est rarement utilisé : mots en langue étrangère, titres d'œuvres, noms de bateaux, etc.
- Les citations ne sont pas en italique mais en corps de texte normal. Elles sont entourées par des guillemets français : « et ».
- Les listes à puces sont à éviter, des paragraphes rédigés étant largement préférés. Les tableaux sont à réserver à la présentation de données structurées (résultats, etc.).
- Les appels de note de bas de page (petits chiffres en exposant, introduits par l'outil «  Source ») sont à placer entre la fin de phrase et le point final[comme ça].
- Les liens internes (vers d'autres articles de Wikipédia) sont à choisir avec parcimonie. Créez des liens vers des articles approfondissant le sujet. Les termes génériques sans rapport avec le sujet sont à éviter, ainsi que les répétitions de liens vers un même terme.
- Les liens externes sont à placer uniquement dans une section « Liens externes », à la fin de l'article. Ces liens sont à choisir avec parcimonie suivant les règles définies. Si un lien sert de source à l'article, son insertion dans le texte est à faire par les notes de bas de page.
- La présentation des références doit suivre les conventions bibliographiques. Il est recommandé d'utiliser les modèles {{Ouvrage}}, {{Chapitre}}, {{Article}}, {{Lien web}} et/ou {{Bibliographie}}. Le mode d'édition visuel peut mettre en forme automatiquement les références.
- Insérer une infobox (cadre d'informations à droite) n'est pas obligatoire pour parachever la mise en page.

Pour une aide détaillée, merci de consulter Aide:Wikification.
Si vous pensez que ces points ont été résolus, vous pouvez retirer ce bandeau et améliorer la mise en forme d'un autre article.
 (avril 2022).
 (décembre 2021).
 (avril 2021).
L'Alzheimer est une maladie neurodégénérative, le plus souvent retrouvée chez les personnes âgées. Cette maladie est soupçonnée d'avoir un lien avec un dérèglement de l'horloge circadienne, soit un cycle biologique d'environ 24 heures, via une rythmicité anormale de l'expression de différents gènes. Une perturbation de cycle particulièrement importante dans l'Alzheimer est celle du cycle éveil/sommeil. Des traitements ciblant ce cycle sont nombreux à être déployés dans le but de trouver un remède ou d’atténuer des symptômes de la maladie.

## Gènes impliqués
Plusieurs études ont réussi à identifier des gènes liés au rythme circadien, soit des composantes de l’horloge interne ou étant rythmés par cette horloge, qui sont affectés par l’Alzheimer.
Cermakian et al. (2011) ont étudié l’expression des gènes PER1 (PERIOD1), PER2 (PERIOD2) et BMAL1 (Brain and muscle Arnt-like protein-1) dans le lit de la strie terminale, le cortex cingulaire et la glande pinéale de personnes souffrant d’Alzheimer et de contrôles âgés. Ils y ont décrit une désynchronisation des rythmes d’expression de ces gènes entre ces trois régions chez les personnes atteintes d’Alzheimer en contraste aux contrôles, sans une perte de rythmicité à même ces régions. Cette désynchronisation serait due à une déconnexion de ces régions avec l’horloge circadienne humaine principale, soit retrouvée dans le noyau suprachiasmatique.
Cependant, selon Wu et al. (2006) ayant étudié les taux d’ARN des gènes PER1, BMAL1 et CRY1 (Cryptochrome 1) dans la glande pinéale de patients atteints d’Alzheimer et de contrôles âgés, il y a plutôt une perte de rythmicité de ces gènes chez les malades cliniques et pré-cliniques. Cela est en opposition à l’étude de Cermakian et al. (2011), qui expliquerait cela par les méthodes différentes de collecte post-mortem et d’analyse des données. La perte de rythmicité d’expression de ces gènes dans les patients pré-cliniques indique une dégénérescence précoce de l’horloge circadienne probablement causée par une diminution des signaux provenant du noyau suprachiasmatique. Le gène CRY1 serait d’ailleurs exprimé en plus grande quantité chez les patients que chez les contrôles.
Quant à l’épigénétique, un dérèglement de la rythmicité de méthylation de BMAL1 pourrait causer la perte de rythmicité de son expression dans le lit de la strie terminale selon Cronin et al. (2017), ayant étudié les taux protéiniques de ce gène et leur état de méthylation dans des cultures de fibroblastes et des échantillons de cerveaux de personnes souffrant d’Alzheimer et de personnes saines âgées.
En ajout, des taux élevés des protéines provenant du gène CLOCK (Circadian Locomotor Output Cycles Kaput) et de BMAL1 chez les gens atteint d’Alzheimer causent un amoindrissement de la glycolyse en aérobie des astrocytes et de production de lactate dans le cortex cérébral humain en amoindrissant les taux d’hexokinase 1 et de LDHA chez l’humain. Ces taux élevés causent aussi une cytotoxicité chez les astrocytes en activant une caspase (caspase-3-dependant) dans la cascade d’évènement menant à l’apoptose.

## Perturbations des cycles du sommeil
De façon générale, un dysfonctionnement du cycle du sommeil est fréquent chez les personnes atteintes d’Alzheimer. D’un point de vue circadien, le dérèglement du cycle éveil/sommeil se présente comme un symptôme et un précurseur de l’Alzheimer. De nombreuses études suggèrent qu’une altération du sommeil pourrait être un facteur de risque du développement de la maladie d’Alzheimer. En effet, le dysfonctionnement du cycle a pour conséquence que l’amyloïde-β (Aβ) s'accumule, forme des agrégats et ainsi dégrade BMAL1 et CBP, un régulateur de l'horloge circadienne,. En effet, BMAL1 est caractérisé par une amplitude plus basse et sa phase est avancée dans le temps. La dégradation de ces deux gènes de l’horloge altère l’expression de PER2. L’Aβ est non seulement régulée par le cycle éveil/sommeil, étant donné que le manque de sommeil corrèle avec une augmentation des plaques de Aβ, mais aussi par d’autres rythmes circadiens. La production d’Aβ se fait à travers les gènes de l’horloge dont Bace1, Bace2 . De même, on retrouve des problèmes d’expression de la protéine tau qui est hyperphosphorylée . L'agrégation de tau en des enchevêtrements neurofibrillaires entraîne également une altération du sommeil, et d’autres changements circadiens. Effectivement, une étude menée par Holt et al. (2017), sur des souris exprimant la P301S Tau, démontrent qu’avec la progression de maladies neurodégénératives liée à Tau le cycle du sommeil se dérègle de plus en plus, soit les souris voient leurs sommeils diminués. 

### Traitements ciblant le cycle du sommeil
Plusieurs traitements actuels visent à atténuer les perturbations circadiennes via le cycle sommeil-éveil en améliorant la qualité et la quantité de sommeil.

#### Mélatonine
La mélatonine se retrouve en plus faible quantité chez les personnes atteintes d'Alzheimer. La prise de mélatonine pour contrer les perturbations du sommeil a des résultats thérapeutiques modérés. Elle permet la régulation du sommeil en agissant directement sur l’expression des gènes de l’horloge et possède une activité antioxydante, le dommage oxydatif étant un précurseur hypothétisé de la maladie. 
Également, la molécule est postulée pour pallier les troubles cognitifs engendrés par les atteintes neurologiques. Effectivement, une pauvre qualité de sommeil nuit au processus d’élimination de déchets métaboliques cérébraux par le liquide interstitiel et pourrait contribuer à l’accumulation d’amyloïde-β.
Dans une étude menée par Brusco et al. (2000) sur des patients atteints de différents stades de la maladie d’Alzheimer recevant de la mélatonine sur une période de 22 à 35 mois, la majorité des sujets ont vu une amélioration de la qualité de leur sommeil ainsi qu’un arrêt de la dégradation de leur cognition. Le syndrome crépusculaire caractéristique de la maladie n’était plus perceptible chez 12 des 14 patients de l’étude.

#### Luminothérapie
La luminothérapie présente également des résultats variés dans l’efficacité. Plusieurs études ont été effectuées sur des individus atteints résidant dans des maisons de repos. En exposant les individus à une forte luminosité pendant le jour, quelques effets bénéfiques ont été rapportés dans l’augmentation de la durée du sommeil et de sa qualité,. Entre autres, les individus traités semblaient moins agités et davantage mentalement alertes pendant la journée.

#### Inhibiteurs de l'orexine
Le suvorexant est une piste potentielle dans l’amélioration du sommeil et dans le traitement des problèmes cognitifs. Il s’agit d’un médicament dont l’effet est de réduire l’activité de l’orexine en agissant comme antagoniste de son récepteur. L’orexine est un neuropeptide ayant un rôle important dans le maintien de l’état d’éveil et pourrait être partiellement responsable du déclin des fonctions cognitives via la perturbation du sommeil. Chez les individus sains, sa concentration fluctue de façon circadienne pendant la journée et chute lors du sommeil. Or, elle se retrouve en quantité surélevée chez les personnes atteintes. Son utilisation chez des souris transgéniques APP/PS1, un modèle animal de l’Alzheimer, a réduit la quantité de zones contenant des plaques d’amyloïde-β présentes et a amélioré leur mémoire de travail. Son efficacité chez les patients reste à déterminer.

## Vieillissement - horloge circadienne - Alzheimer
De façon générale, l'Alzheimer se retrouve plus fréquemment chez les personnes âgées. Cela s’explique par la perte des neurones du noyau suprachiasmatique, lieu central de la régulation de l’horloge, qui ne peut alors plus fonctionner correctement,. La perte des neurones est due à l’agrégation de protéines, ce qui est toxique pour les cellules. La lumière étant un zeitgeber de l’horloge, cela affecte les rythmes. La perte de neurones a pour influence une diminution de la lumière perçue par les sujets atteints[Quoi ?][réf. nécessaire]. Il y a en ajout la diminution de l’épaisseur de la rétine due à l'âge. Cela explique pourquoi les personnes âgées sont plus touchées. Bien que des changements des rythmes circadiens avec l’âge soient normaux, ces changements, dont ceux mentionnés, sont plus accentués chez les personnes atteintes d’Alzheimer. Dans une étude Wang et al. (2015), pour des patients de mêmes âges, les sujets atteints d’Alzheimer avaient un retard de phase d’environ trois heures comparé aux sujets sains. De même, un dysfonctionnement du rythme chez les adultes de 60 ans et plus peut être un risque de développer des maladies neurodégénératives. 